# Film Culture
Film Culture var en amerikansk tidskrift för independentfilm som grundades 1955 av Jonas Mekas. Tidningen gavs ut av Anthology Film Archives i New York. 
Tidningens fullständiga titel var: Film Culture: America's Independent Motion Picture Magazine
Några av de som skrev för tidningen Rudolf Arnheim, Peter Bogdanovich, Stan Brakhage, Arlene Croce, Manny Farber, David Ehrenstein, John Fles, DeeDee Halleck, Gregory Markopoulos, Annette Michelson,  Andrew Sarris, P. Adams Sitney och Parker Tyler.
Det har allt som allt kommit ut 79 nummer av tidningen. Mellan åren 1986 och 1991 gavs det inte ut några nummer. Dock har tidningen aldrig officiellt lagts ner men sedan 1992 har det inte kommit ut något nytt nummer. 